# 圣菲尔曼代布瓦
圣菲尔曼德布瓦（法語：Saint-Firmin-des-Bois，法語發音：[sɛ̃ fiʁmɛ̃ de bwa]）是法国卢瓦雷省的一个市镇，属于蒙塔日区。

## 地理
圣菲尔曼德布瓦（47°57'55"N, 2°54'40"E）面积19.05 平方千米，位于法国中央-卢瓦尔河谷大区卢瓦雷省，该省份为法国中北部省份，北起埃松省，西北接厄尔-卢瓦省，西南接卢瓦-谢尔省，南至涅夫勒省和谢尔省，东临约讷省，东北接塞纳-马恩省。
与圣菲尔曼德布瓦接壤的市镇（或旧市镇、城区）包括：埃尔穆瓦地区拉塞尔、勒纳尔堡、许埃勒、圣日耳曼德普雷。
圣菲尔曼德布瓦的时区为UTC+01:00、UTC+02:00（夏令时）。

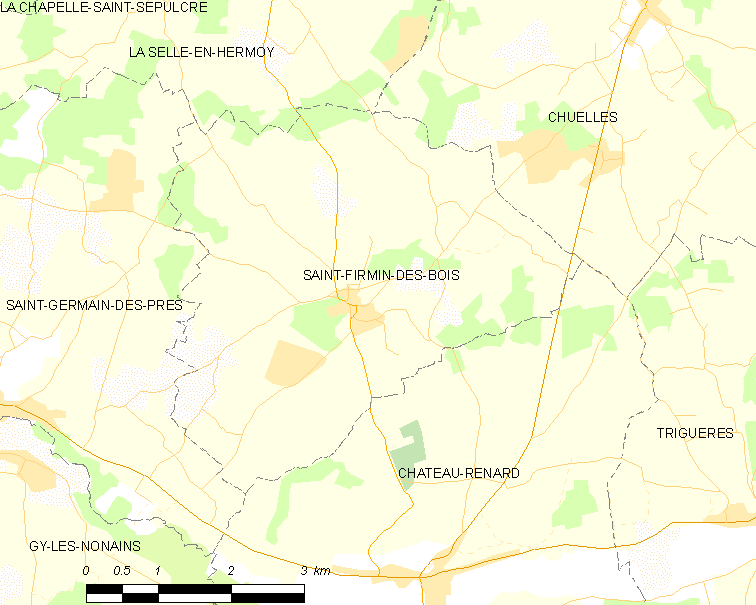
圣菲尔曼德布瓦的OSM定位图

## 行政
圣菲尔曼德布瓦的邮政编码为45220，INSEE市镇编码为45275。

## 政治
圣菲尔曼德布瓦所属的省级选区为库特奈县。

## 人口

1962-2008年间圣菲尔曼德布瓦人口变化图示

圣菲尔曼德布瓦于2022年1月1日时的人口数量为498人。